# 九章律
九章律（きゅうしょうりつ）は、前漢建国時に蕭何が定めたとされる法典。ただし、南北朝時代に散逸したため、一部の逸文を除いてその内容を知ることが出来ない。律九章（りつきゅうしょう）・律経とも。全9篇（章）から構成されていたことが名前の由来とされる。
ただし、上記の定義に関しては問題が存在する（後述）。

## 概要

### 通説
『漢書』刑法志によれば、劉邦が関中に入った際、人を殺した者は死刑、人を傷つけた者と物を盗んだ者を罰するとした法三章を定めて秦の過酷な法令を廃したが、世の中の混乱が収まらなかったため、蕭何が秦の法律の中から時勢にかなったものを選び取って律九章を定めたとされる。更に時代が下り、唐代に編纂された『晋書』刑法志によれば、（戦国時代の）魏の李悝が定めた『法経』の6篇（盗・賊・囚・捕・雑・具）の行政関係を主とした「事律」3篇（戸・興・厩）を蕭何が追加し、更に参夷（三族皆殺）と連坐の罪を廃止して、部主（部下の犯罪で上司の監督責任を問う）と見知（犯罪の発生を知りながら見逃した者）を罰する規定を設けて9篇にしたという。追加した3篇は戸＝戸籍・租税、興＝建築・土木、厩＝倉庫・厩舎のことであったとされている。なお、同書が引用している『魏律（魏新律）』の序文では、ただ蕭何が6篇に3篇を加えたが、本来最後に置かれる筈の具律も最後には移さなかったことが記されている。
前漢・後漢を通じて最も基本的な法典の一つとして扱われ、儒家における経書に相当するということで（これは儒教の国教化に伴って儒家が司法の場に関わるようになったことも含まれる）、律経とも称されて多くの注釈が行われたが、南北朝の混乱のうちに散逸したという。

### 通説に対する批判
ところが、蕭何が九章律を定めたとする話は、『漢書』以前の史料・文献には登場しない（『史記』の蕭相国世家（第23）には蕭何が漢の法律制度を整備したことは記述されているが、具体的な内容は無い）。しかも、『漢書』の著者班固とほぼ同時代に生きた王充が著した『論衡』謝短篇では全く反対に蕭何が律経（九章律）を編纂したことを否定する記事を載せている。王充はまず、九章が皋陶の作であるとする説を否定し、続いて蕭何の作であるとする説を否定している。王充が特に注目したのは、九章に肉刑に関する記述が無い点である。漢王朝で肉刑が廃止されたのは蕭何の死から26年後の文帝期に発生した太倉公の一件（紀元前167年）に伴う措置であり、蕭何が定めたものであれば肉刑に関する記述がある筈なのにそれがないと指摘している。更に前述の問答から、後漢の前期には既に九章律の作者については諸説があったことが判明する。そして、実際に張家山漢簡から発見された蕭何の死（紀元前193年）から7年後（紀元前186年）に作成された法令集とされる『二年律令』には、興・厩以外の7篇に相当する竹簡は発見されているもののその配列や構成は九章律のものと伝わるものとは大きく異なり、罰則の中に各種の肉刑も明記されている。このため、少なくても蕭何が漢の法制を整備したのは事実であったとしても、それは九章律とは全く異なるものであり、九章律として知られていたものは文帝以後の前漢におけるある時期の法律を反映したものと考えられている。
近年では、陶安あんどや廣瀬薫雄が漢代における法典の存在を否定する見解を出し、蕭何作の九章律の存在を否定している。勿論、これは九章律そのものの存在を否定したものではない。廣瀬は漢代の「律」を後世の律令法のような刑法典ではなく、漢代の個々の役人が職務上の便宜から皇帝が出した個々の令（＝詔）のうち、法的規範として有効な部分のみを抜き出した物を指し、更に必要に応じて整理や分類も行われたとする。九章律も当初は前漢の役人が令から律を抜き出して整理した私撰の法令集であったが、その後広く官界で一種のマニュアルとして用いられるようになり、更に儒教の経学の影響を受けて学術的に体系化され、九章律も一種の経書として扱われるようになり「律経」と呼ばれるようになったとする。九章律の経書化について、廣瀬は『漢書』芸文志において、その出典とされている前漢末期の劉向父子の『七略』の影響を受けて「九章律」あるいは「律経」と呼ばれる書物が採録されていないことに注目して、前漢末期から後漢初期にこうした作業が行われ、班固や王充が活躍していた章帝期には公式な法令集として社会に受け入れられ、蕭何を著者とする説が登場するようになったとしている。